# Bürgermeister Mönckeberg (Schiff)
Die Bürgermeister Mönckeberg war ein Fährschiff der Hamburger HADAG-Reederei. Optisch war es an die Typschiffe der Reederei, die bekannten Hamburger Hafenfähren, angelehnt, jedoch sehr viel größer als diese. Entgegen der ursprünglichen Pläne blieb dieses Schiff ein Einzelstück.

## Geschichte
Gebaut wurde die Bürgermeister Mönckeberg bei Scheel & Jöhnk in Hamburg-Harburg mit der Bau-Nummer 438. Der Stapellauf erfolgte am 16. März 1963, die Indienststellung am 15. Mai 1963. Die erste Zeit fuhr das Schiff im Dienst der HADAG.
Im April 1967 wurde es umgebaut, der Oberdeckssalon wurde vergrößert. Am 16. Dezember 1993 wurde es verkauft an die Carpe Diem Ltd. Nassau (Ulrich Schwartau) und schließlich in Carpe Diem umbenannt. Danach erfolgte ein Umbau bei der Jöhnk-Werft zu einem Clubschiff. Im März 1995 wurde es auf die Bahamas überführt. 2005 wurde es in Mexiko stillgelegt und im April 2013 abgewrackt.